# Technologiezentrum Wuppertal

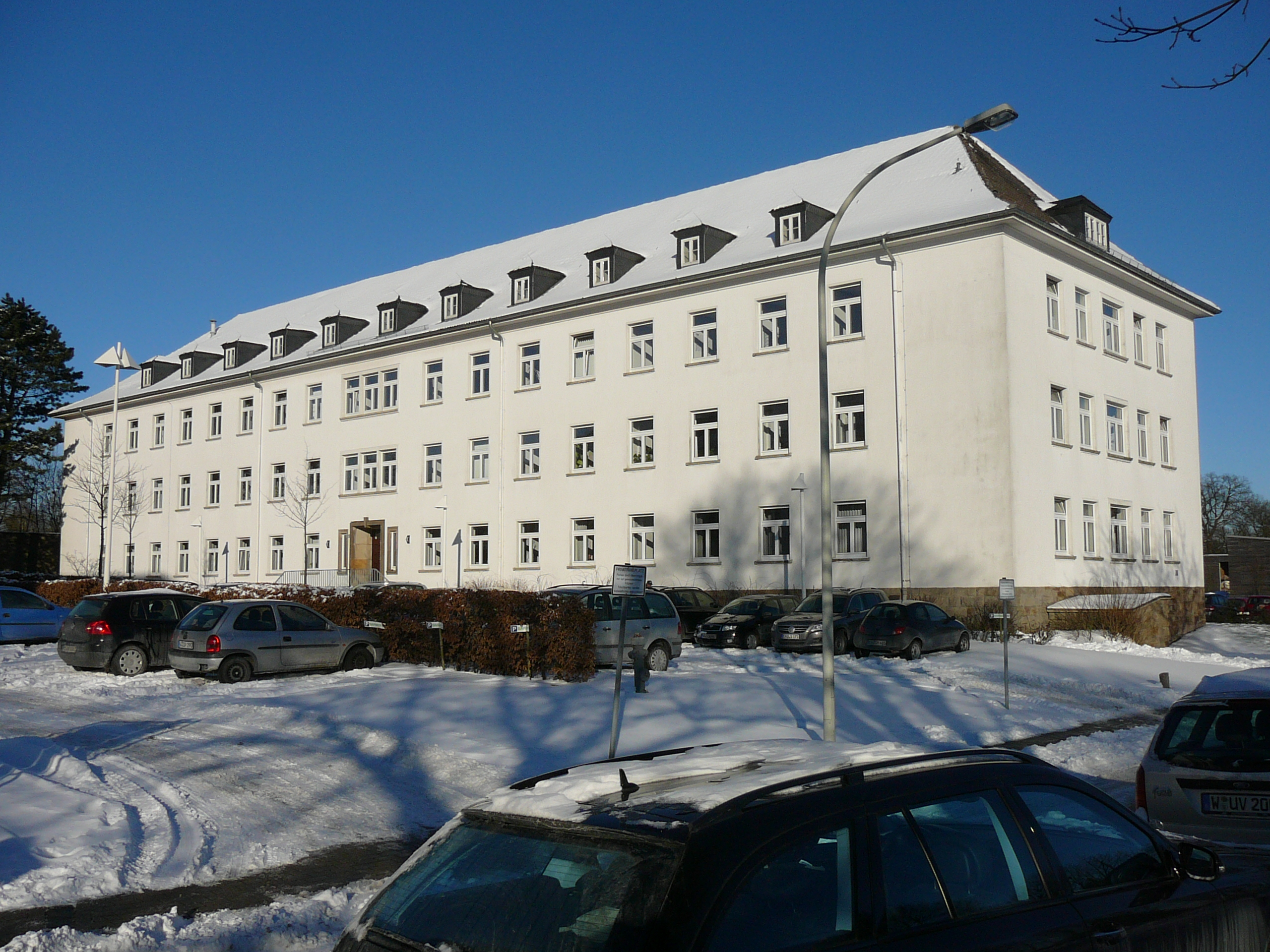
Ein Gebäude des W-tec

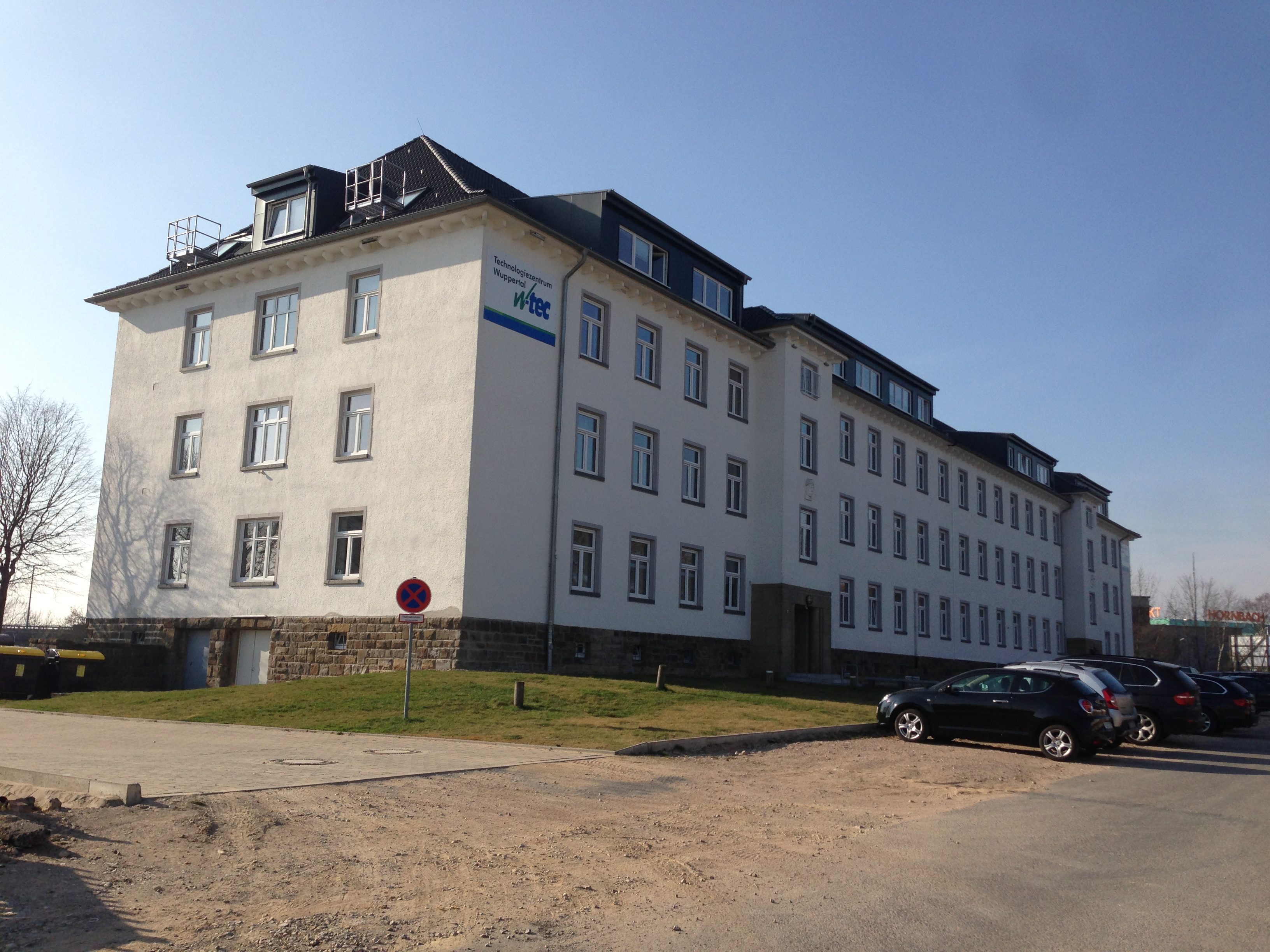
Der Abzweig des W-tec auf Lichtscheid

Das Technologiezentrum Wuppertal, auch kurz W-tec genannt, ist seit 1992 ein als GmbH geführtes Technologie- und Gründerzentrum im Süden Elberfelds in Wuppertal. Es bietet über 22.000 m² Büro-, Labor- und Tagungsräume sowie Produktionshallen, insbesondere für junge und wachsende Unternehmen aus der Region. Zudem werden Beratungen und Kontakte zu etablierten Unternehmen und Banken angeboten. Derzeit nutzen über 260 Unternehmen die Räumlichkeiten.

## Lage
Das Technologiezentrum hat zwei Standorte. Der erste Standort liegt an der Lise-Meitner-Straße im Süden des Wuppertaler Stadtteils Elberfeld und in unmittelbarer Nähe zum Stadtteil Cronenberg. Südlich davon befindet sich die Zentrale des Automobilzulieferers Aptiv Services Deutschland GmbH (ehem. Delphi Automotive), nördlich der Campus Freudenberg der Bergischen Universität Wuppertal.
Der zweite Standort des W-tec befindet sich in den Räumlichkeiten der ehemaligen Colmar-Kaserne auf Lichtscheid in der Heinz-Fangman-Straße.

## Geschichte
Das Technologiezentrum Wuppertal wurde am 25. Februar 1992 von 20 Wuppertaler Unternehmen (Beteiligung: 50 %) und der Stadt Wuppertal (heute vertreten durch die Wirtschaftsförderung Wuppertal AöR) (Beteiligung: 50 %) gegründet. Der ursprüngliche Gründungsstandort des W-tec war das heutige Straßenverkehrsamt auf Lichtscheid. Damals gab es eine Fokussierung auf den Technologiebereich der Plasmahochratenbeschichtung.
Angesiedelt wurden später neu gegründete und bereits länger bestehende Unternehmen in 5 ehemaligen Wuppertaler Kasernengebäuden auf den Wuppertaler Südhöhen: 2003 erfolgte aus Wachstumsgründen der Umzug in die Lise-Meitner-Straße in das erste Gebäude der ehemaligen Kaserne (heute W-tec, Haus 2). Der anschließende Umbau eines weiteren Kasernengebäudes (W-tec, Haus 1) war 2005 beendet, es folgten weitere Expansionen mit einem dritten Gebäude bis 2007.
Da weiterer Raumbedarf bestand, wurden in der Heinz-Fangman-Straße bis 2010 (Haus 4) bzw. 2014 (Haus 5) zwei weitere Gebäude saniert und bis 2017 um eine Modulhalle mit neun Halleneinheiten für produzierende Unternehmen ergänzt. Die bewirtschaftete Fläche beträgt heute ca. 22.000 m², die vermietbare Fläche 16.000 m². Das W-tec ist seit 2007 voll ausgelastet (>95 %).

## Aufgaben und Organisation
Die Aufgabe des Technologiezentrums ist die Förderung von Unternehmensgründungen und dem Technologietransfer in Wuppertal. Der anfangs noch sehr starke Fokus auf technologische Gründungen ist heute nicht mehr dominierend – es fand eine Öffnung für andere Branchen statt, sodass Unternehmen innerhalb des Netzwerkes neue Geschäftspartner finden können. Da das W-tec profitabel arbeitet, erhält es keine öffentliche Förderung, Überschüsse aus den Gewinnen werden in eine weitere Verbesserung des Angebotes investiert. Aktuell wird das W-tec durch 31 private Gesellschafter und die Wirtschaftsförderung Wuppertal unterstützt. Die Gesellschafter bekommen keine Gewinnausschüttungen, viele Gesellschafter sind als Mitglieder im Förderverein auch unterstützend tätig.

## Angebote

### TecLab
Das „TecLab Wuppertal“ ist ein Projekt des Technologiezentrums mit dem Ziel, Studierenden, Gründern und anderen Interessierten Zugang zu konkreten Anwendungsgebieten digitaler Technologien zu bieten. Zusammen mit regionalen und überregionalen Unternehmen werden Workshops und Webinare veranstaltet. In enger Kooperation mit dem Innovationslabor „Freiraum“ der Bergischen Universität Wuppertal entstehen diverse Workshops, Online-Events und Meetups zu Themen aus der gesamten Bandbreite des Technologiesektors. Das TecLab stellt Studierenden außerdem moderne Workstations in den Räumlichkeiten des „Freiraums“ zur Verfügung.

### Beratung
Das W-tec bietet gezielte Beratungen und Förderungen an, dabei hat man sich vor allem auf die Unternehmensgründung, das Unternehmenswachstum sowie die Entwicklung neuer Technologien spezialisiert. Darüber hinaus wird in Zusammenarbeit mit lokalen Rechtsanwälten ein Coaching vor allem zu rechtlichen und betriebswirtschaftlichen Themen angeboten. Der Fokus liegt insbesondere auf den Programmen:
- Programm des Landes zur finanziellen Absicherung von Unternehmensgründungen aus Hochschulen (PFAU)
- Programm des Bundesministeriums für Bildung und Forschung zur finanziellen Absicherung von Unternehmensgründungen aus Hochschulen (EXIST-need)
- Technologie- und Innovationsprogramm des Landes NRW (TIP)
- Technologie Programm Wirtschaft (TPW)

## Förderverein
Seit der Gründung des W-tec besteht der Förderverein Technologiezentrum Wuppertal e.V., der sowohl von Nutzern der Räumlichkeiten als auch von weiteren regionalen Unternehmen unterstützt wird und bisher unter anderem die Einrichtung von zwei möblierten Start-up-Büros, die zur Unternehmensgründung gegen eine geringe Gebühr genutzt werden können, ermöglichte. Dem Verein schlossen sich zahlreiche Unternehmen an. Seit 2021 vergibt der Förderverein ein Stipendium für Unternehmensgründer in Wuppertal.

## Verkehrsanbindung
Das W-tec verfügt über einen direkten Anschluss an die zweispurige L 418, die im Westen zum Sonnborner Kreuz und damit zu den Bundesautobahnen A 46 und A 535 sowie im Osten über Lichtscheid nach Ronsdorf und zur L 419 führt, die wiederum im weiteren Verlauf einen Anschluss zur A 1 herstellt. Darüber hinaus besteht über die L 72 (Jägerhofstraße) eine Verbindung zur L 427, die im Norden (Cronenberger Straße) ins Zentrum Elberfelds sowie im Süden (Hahnerberger Straße) bis nach Solingen führt.
Beide Standorte sind über die L418 miteinander verbunden und innerhalb von 6 Minuten mit dem PKW erreichbar.
In unmittelbarer Nähe zum W-tec befindet sich die Bushaltestelle Friedenshain, die von drei Buslinien bedient wird:
- 625: Sudberg – Hahnerberg – Hauptbahnhof – Raukamp Schleife – Am Handweiser
- 630: Schulzentrum Süd – Lichtscheid – Ronsdorf Markt – Im Rehsiepen
- NE6: Hauptbahnhof – Friedenshain – Lichtscheid – Ronsdorf Markt – Friedenshain – Hauptbahnhof

Der nahegelegene Campus Freudenberg wird von der Linie 603 bedient (Campus Freudenberg – Sandhof – Universität – Hauptbahnhof – Briller Kreuz – Am Eckbusch).
Am Standort in der Heinz-Fangman-Straße befindet sich die Bushaltestelle „Lichtscheid Wasserturm“.

## Belege
1. ↑  Ansässige Unternehmen im W-tec, aufgerufen am 27. Mai 2013

Koordinaten: 51° 14′ 9,8″ N, 7° 9′ 30,2″ O